# Чемпионат Украины по фехтованию
Чемпионат Украины по фехтованию — ежегодное соревнование по фехтованию, проводимое Национальной федерацией фехтования Украины. Проходят личные и командные соревнования среди мужчин и женщин на рапирах, шпагах и саблях.
Первый чемпионат был проведён в 1993 году. Соревнования среди женщин по сабле были включены в программу чемпионатов в 1998 году.
| Год  | Город                                       | Шпага мужчины     | Шпага женщины       | Сабля мужчины      | Сабля женщины  | Рапира мужчины   | Рапира женщины       |
| ---- | ------------------------------------------- | ----------------- | ------------------- | ------------------ | -------------- | ---------------- | -------------------- |
| 2009 | Харьков                                     | Никишин Богдан    | Шемякина Яна        | Лукашенко Владимир | Харлан Ольга   | Юнес Клод        | Лелейко Ольга        |
| 2010 | Киев                                        | Хворост Максим    | Фортунатова Надежда | Бойко Дмитрий      | Хомровая Елена | Юнес Клод        | Лелейко Ольга        |
| 2011 | Ужгород                                     | Герей Анатолий    | Пантелеева Ксения   | Пундик Дмитрий     | Жовнир Ольга   | Герцик Ростислав | Московская Анастасия |
| 2012 | Ужгород                                     | Герей Анатолий    | Почкалова Анфиса    | Штурбабин Олег     | Козлова Нина   | Юнес Клод        | Мосвовская Анастасия |
| 2013 | Ужгород                                     | Хворост Максим    | Почкалова Анфиса    | Штурбабин Олег     | Харлан Ольга   | Погребняк Андрей | Лелейко Ольга        |
| 2014 | Киев                                        | Медведев Виталий  | Бежура Фейби        | Ягодка Андрей      | Харлан Ольга   | Погребняк Андрей | Лелейко Ольга        |
| 2015 | Киев                                        | Герей Анатолий    | Ивченко Анастасия   | Ягодка Андрей      | Харлан Ольга   | Юнес Клод        | Московская Анастасия |
| 2016 | Львов                                       | Тараненко Юрий    | Пантелеева Ксения   | Ягодка Андрей      | Жовнир Ольга   | Герцик Ростислав | Московская Анастасия |
| 2017 | Киев (Сабля) Львов (рапира) Харьков (шпага) | Карюченко Дмитрий | Кривицкая Елена     | Платонов Богдан    | Харлан Ольга   | Юнес Клод        | Лелейко Ольга        |
| 2018 | Киев                                        | Тараненко Юрий    |                     |                    | Харлан Ольга   |                  |                      |
| 2019 | Киев                                        | Свичкарь Роман    | Бежура Фейби        |                    | Харлан Ольга   |                  |                      |
| 2020 |                                             |                   |                     |                    |                |                  |                      |
| 2021 |                                             |                   |                     |                    |                |                  |                      |
| 2022 |                                             |                   |                     |                    |                |                  |                      |
| 2023 |                                             |                   |                     |                    |                |                  |                      |
| 2024 |                                             |                   |                     |                    |                |                  |                      |
| 2025 |                                             |                   |                     |                    |                |                  |                      |